# 대순전경
대순전경은 증산교 교주인 강일순(姜一淳)의 행적과 가르침을 적은 것으로, 1929년 이상호(李祥昊)·이정립(李正立) 형제가 편찬하였다.
이들 형제는 강일순이 죽자 그 제자인 차경석(車京錫)이 분파하여 세운 보천교(普天敎)의 간부로 있다가 탈퇴한 뒤, 현재의 증산교 교단을 창립하였다. 도쿄 사범대에서 지질학을 공부한 이정립은, 독일에서 물리학을 공부하려는 계획을 갖고 잠시 귀국하였다. 그러나 당시 강일순의 행적과 가르침에 매료되었던 형 이상호가 동생의 학식이 뛰어남을 알고 증산의 가르침을 정리하는 일에 동참하길 권유하자 물리치지 못하고 대순전경 편찬작업을 함께 시작하게 된다. 이들은 먼저 당시 구전되던 증산 강일순의 정확한 행적과 가르침을 증산 생전의 여러 제자들을 방문하면서 수집, 정리하여 1926년에 《증산천사공사기(甑山天師公事記)》를 편찬하였다. 이를 다시 수정, 보완하여 1929년 상생사(相生社)에서 출판한 것이 바로《대순전경(大巡典經)》의 초판으로 모두 13장 499절 249면으로 되어 있다. 1947년 일제하에서 기록할 수 없었던 내용을 추가하고 체재를 전면 수정하여 총 9장 731절 362면으로 증편한 것이 제3판이다. 그리고 그것을 조금씩 증보하여 1979년에 총 9장 859절 431면으로 낸 것이 현재의 제8판 《대순전경》이다.
경전이 증보되면서 증산교 교단 내에서는 각 판에 대한 평가가 엇갈리고 있다. 일각에서는 초판이 가장 신빙성 있다고 주장하며 이를 따르는 반면, 다른 이들은 제3판이나 혹은 제8판이 가장 믿을 만하다고 맞서고 있는 상황이다. 현재 증산교 본부를 비롯하여 여러 교파에서 경전으로 사용하고 있다.
제8판을 기준으로 내용을 살펴보면, 제1장은 ‘천사(天師)의 탄강(誕降)과 유소시대’로 증산의 탄생설화, 가족과 성장과정, 동학운동 때의 체험 등을 담고 있다. 제2장은 ‘천사의 성도(成道)와 기행이적’으로 깨달음을 얻는 과정과 그 이후 행했던 각종의 기적내용을 싣고 있다. 제3장은 ‘문도들의 추종과 훈회(訓誨)’로 주요추종자들의 추종동기와 그들에 대한 증산의 가르침을 기록하고 있다. 제4장 ‘천지공사(天地公事)’는 증산이 자신의 권능으로 낡은 하늘과 땅의 운행법칙을 고쳐서 말세의 재앙을 없애고 후천세계(後天世界)를 열어 인간과 신명(神明)을 구제하였다는 증산교 교리의 핵심을 상세히 적고 있다. 제5장은 ‘개벽(開闢)과 선경(仙境)’으로 우주의 계절이 바뀐다는 소위 ‘개벽’과 그 이후에 다가올 후천세계의 지상선경, 그리고 장차 한반도를 중심으로 일어날 일들을 예언한 내용을 담고 있다. 제6장은 ‘법언(法言)’으로 증산의 인존(人尊)사상, 해원상생(解寃相生)사상, 그리고 민족주체사상과 관련된 설교 내용을 싣고 있다. 제7장은 ‘교범(敎範)’으로 증산이 구성한 교단조직과 각종 주문 및 선교와 관련된 내용을 담고 있다. 제8장은 ‘치병(治病)’으로 증산이 그의 권능과 영험으로 행했던 각종 치유의 기적을, 제9장은 ‘화천(化天)’으로 증산이 죽을 때의 상황을 기록하고 있다.